# Siem Reap Airways
Siem Reap Airways International – nieistniejąca już kambodżańska linia lotnicza z siedzibą w Phnom Penh.
Linia lotnicza istniała przez osiem lat (2000–2008). Znalazła się na "czarnej liście" linii lotniczych UE, które miały zakaz wykonywania lotów w przestrzeni powietrznej któregokolwiek z państw członkowskich. 1 grudnia 2008 roku firma zawiesiła wykonywanie lotów oraz pozostałą działalność operacyjną.

## Flota
- 2 Airbus A320-232,
- 1 ATR 72-500.

## Kierunki
- Phnom Penh (Port lotniczy Phnom Penh) i Siem Reap (Port lotniczy Angkor),
- Hongkong (Port lotniczy Hongkong),
- Bangkok (Port lotniczy Bangkok-Suvarnabhumi),
- Ho Chi Minh (Port lotniczy Tân Sơn Nhất),
- Pakxe (Port lotniczy Pakxe).